# Astronesthes tchuvasovi
Astronesthes tchuvasovi és una espècie de peix de la família dels estòmids i de l'ordre dels estomiformes.

## Hàbitat
És un peix marí i d'aigües tropicals.

## Distribució geogràfica
Es troba al sud de la Mar d'Aràbia, el Mar de Flores, el Mar de Banda i el Pacífic oriental equatorial.